# Arkady Onishchik
Arkady Lvovich Onishchik (em russo:  Аркадий Львович Онищик; Moscou, 14 de novembro de 1933) é um matemático russo, que trabalha com grupos de Lie e suas aplicações geométricas.
Onishchik foi aluno de Eugene Dynkin, com doutorado pela Universidade Estatal de Moscou. Em 1970 obteve a habilitação (doktor nauk). Foi professor da Universidade Estatal de Iaroslavl.
Em 1962 recebeu o prêmio da Sociedade Matemática de Moscou.

## Obras
- com Rolf Sulanke: Projective and Cayley-Klein Geometries. Springer, 2006.
- Lectures on real semisimple Lie algebras and their representations. European Mathematical Society, Zurique 2004.
- Topology of transitive transformations groups. Barth, Leipzig 1994.
- com E.B. Vinberg (Eds.): Lie groups and Lie algebras. 3 Volumes. Encyclopedia of Mathematical Sciences. Springer, contendo por ele:
  - com E.B. Vinberg: Foundations of Lie theory. no Volume 1, 1997.
  - com V.V. Gorbatsevich: Lie transformation theory. no Volume 1
  - com Vinberg, Gorbatsevich: Structure of Lie groups and Lie algebras. no Volume 3, 1994
- com Rolf Sulanke: Algebra und Geometrie. 2 Volumes (= Hochschulbücher für Mathematik. Volumes 87 e 88). 2.ª Edição, Deutscher Verlag der Wissenschaft, Berlim 1986, 1988.
- com E. B. Vinberg: Lie groups and algebraic groups, Springer Verlag 1990